# Пам'ятка архітектури

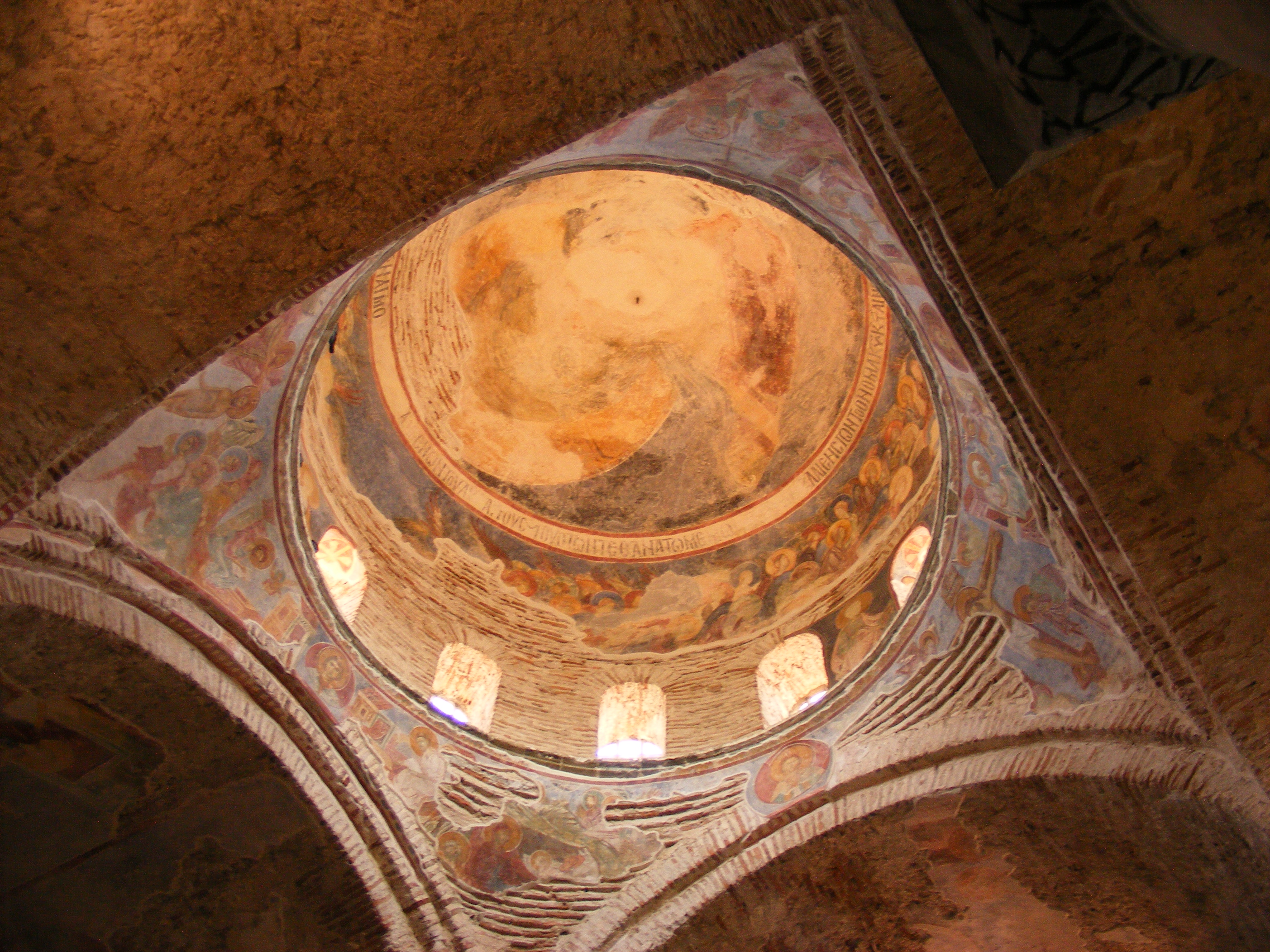
Залишки візантійського храму Св. Софії, м. Трабзун, Туреччина

Пам'ятка архітектури — один із різновидів об'єктів культурної спадщини, високохудожній архітектурний твір, збудований у минулі історичні періоди. Хронологічна дистанція має складати понад 40–50 років від сучасного моменту, споруда повинна оцінюватися передовсім з точки зору співвідношення просторів і мас, мистецького вирішення екстер'єру та інтер'єру.
Війни, зміни державних кордонів, релігійний фанатизм не сприяли збереженню пам'яток історії і культури. Руйнівні і антигуманні тенденції у XX столітті набули міці природних лих. Необхідність захисту історико-культурного надбання відбилася в міждержавних і міжнародних угодах — так, у 1972 році Генеральна конференція ЮНЕСКО оприлюднила прийняту «Конвенцію про охорону всесвітнього культурного і природного надбання». Реєстри пам'яток архітектури існують у різних країнах, у тому числі в Україні.

## Архітектурні пам'ятки у законодавстві України

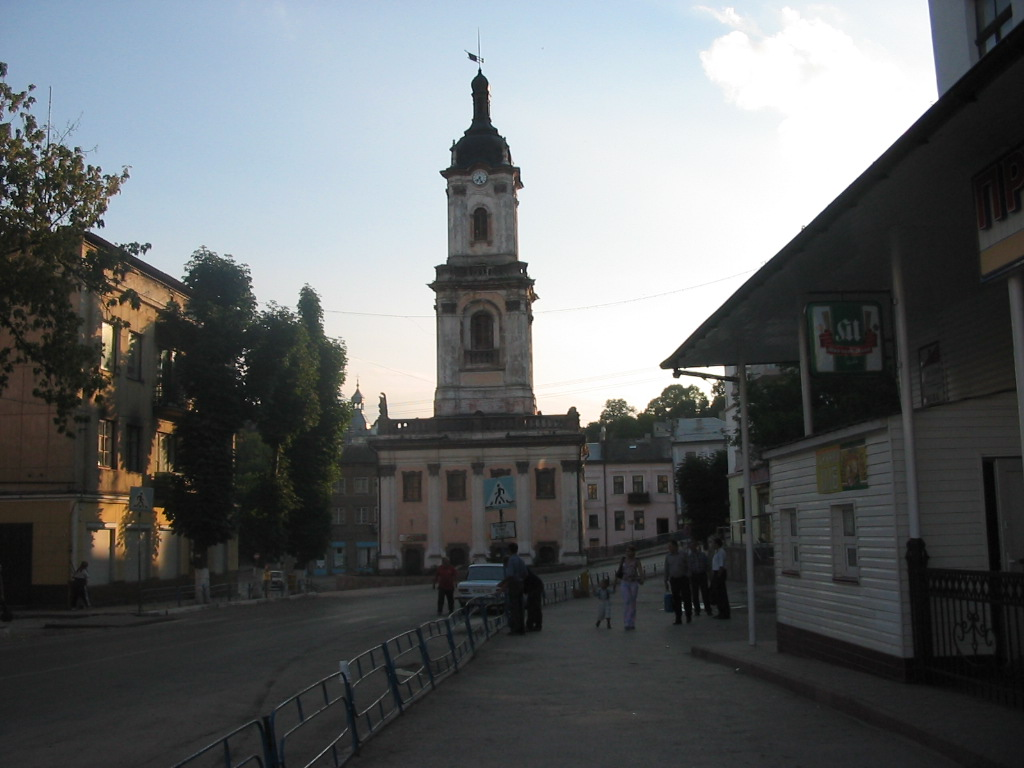
Ратуша в місті Бучачі, пам'ятка архітектури XVIII ст.

За визначенням Закону України «Про охорону культурної спадщини»:
Об'єкти архітектури — окремі будівлі, архітектурні споруди, що повністю або частково збереглися в автентичному стані і характеризуються відзнаками певної культури, епохи, певних стилів, традицій, будівельних технологій або є творами відомих авторів.

## Класифікація
За статусом архітектурні пам'ятки поділяють на
- місцевого значення
- національного значення
- міжнародного значення
- невиявлені, але гідні статусу пам'ятки.

Три перші категорії підлягають обліку і державній охороні. Невиявлені, але гідні статусу пам'ятки — постійно поповнюють списки (переліки) перших трьох категорій. Статус пам'ятки архітектури отримують споруди як сивої давнини (Акрополь, Теотіуакан, Боробудур), так і нестарі споруди (Нотр-Дам-дю-О або каплиця Роншан Ле Корбюзьє)в залежності від унікальності і впливу на мистецьку ситуацію.
Статус пам'ятки архітектури може отримати об'єкт, незалежно він попередньої функції (сакральної, військово-оборонної чи цивільної, житлової, торговельної). Пам'ятка архітектури завжди має унікальні якості завдяки неповторності форм, інженерної конструкції, обробки будівельних матеріалів, їх комбінації чи використання, декору (мозаїка, рельєф, фреска, ліплення тощо).
У Державному реєстрі нерухомих пам'яток України значна кількість пам'яток містобудування одночасно є також пам'ятками містобудування, окремі — також пам'ятками історії.

## Невиявлені, але гідні статусу пам'ятки

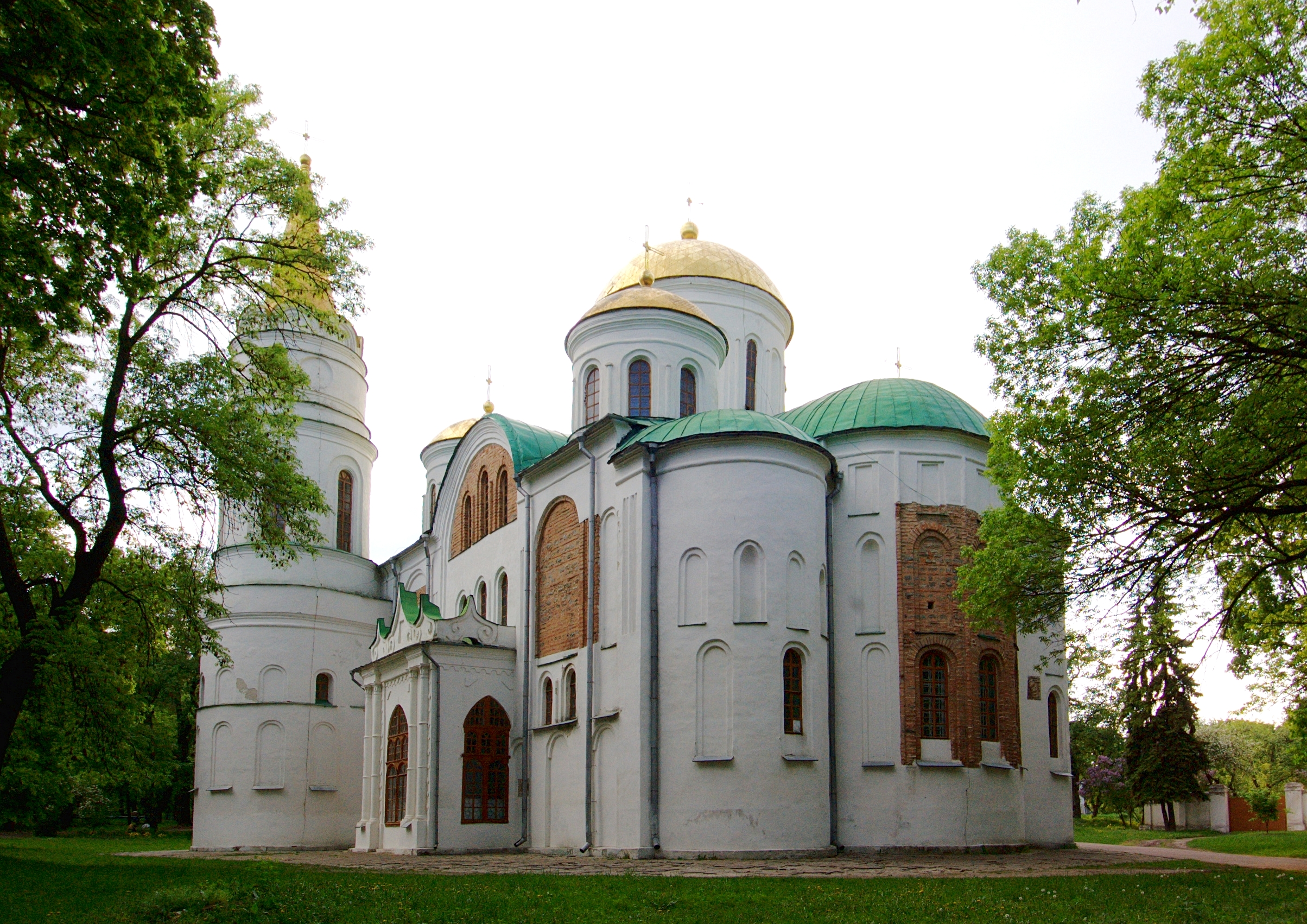
Собор Спаса Преображення, Чернігів.

Стан ще не виявлених пам'яток, найбільш загрозливий. Наприклад, у турецькій провінції в бур'янах знайшли руїни візантійського християнського храму. За турецькою назвою сусіднього селища християнський храм отримав назву Дере-Агзи, бо науковці не знайшли ані описів храму, ані його грецької назви. Обміри руїн довели, що невідомий храм немалий (довжина — 39 м, завширшки — 21 м, діаметр куполу — 8 м, висота храму — 20 м). Зробили папку і поставили на полицю.
Але порівняння планів храму Дере-Агзи і Спаса Преображення XI століття у місті Чернігів довело їх надзвичайну схожість, як і декор з гранчатих напівколон у два яруси, який мають
- Неа Моні на острові Хіос,

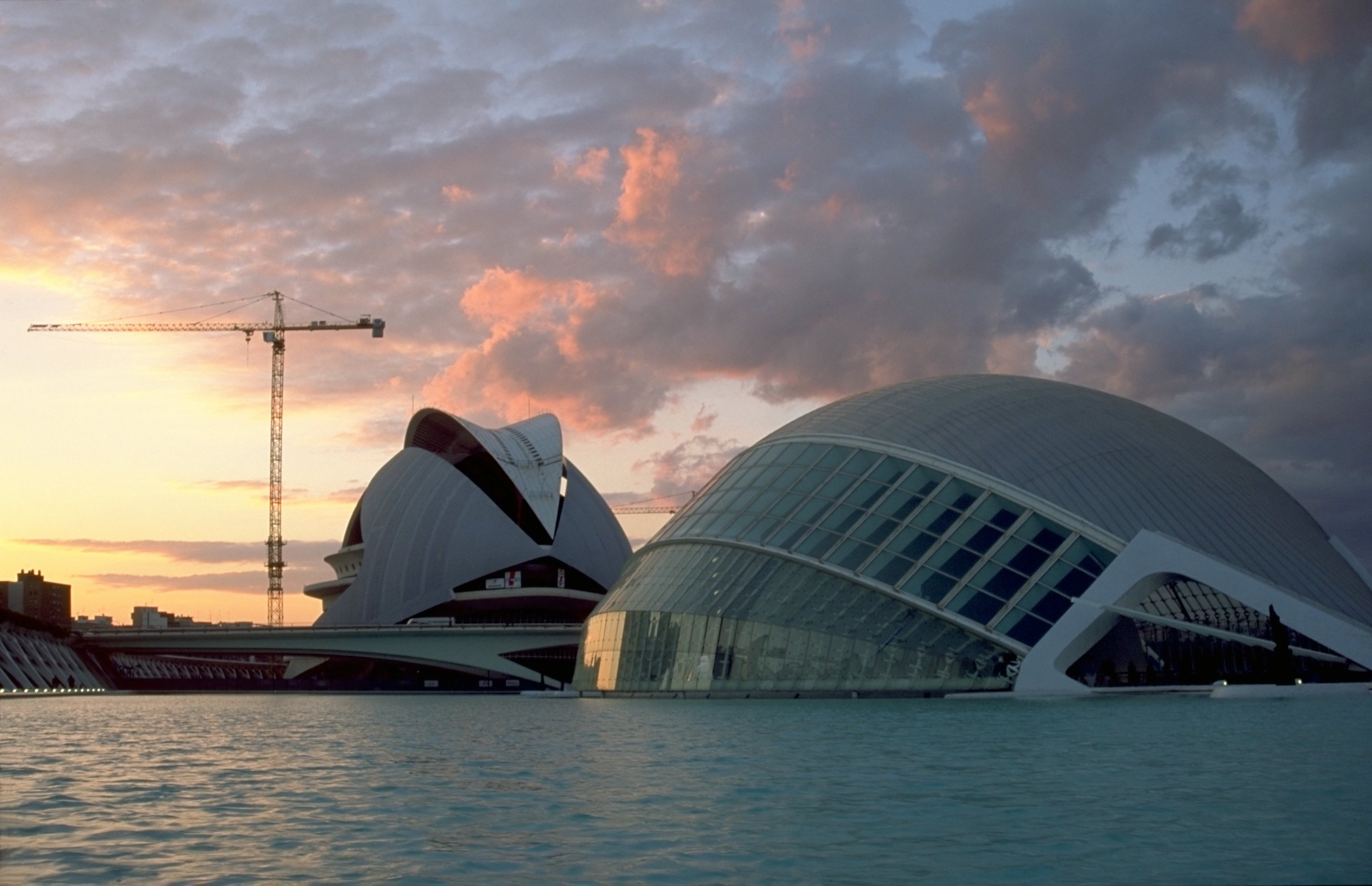
м. Валенсія.

- вівтарна частина собору Сан Марко, Венеція
- собор Спаса Преображення XI століття, Чернігів.

Майже втрачена пам'ятка Дере-Агзи довела тривалу архітектурну традицію у різних кінцях християнських земель, її спільне коріння і велич амбіцій замовників і будівельників у Чернігові, що бажали мати відомі зразки на власній батьківщині.
Загрозливий стан мають навіть відомі пам'ятки, насамперед дерев'яні. Вкрай поганим недоліком для дослідників дерев'яної архітектури є відсутність у старих дерев'яних споруд підмурків і фундаментів. Наявність стрічкового типу фундаментів у кам'яній архітектурі дає можливості відновити план споруди навіть після зникнення будови в стародавні часи. Дерев'яна архітектура без підмурків зникає назавжди. Свої обмеження вносила і велика пожежонебезпека. Дерев'яні споруди добре горять, що небезпечно як у воєнні, так і мирні часи, в часи посух.
Тому збереження стародавніх зразків дерев'яних споруд повинно робитися негайно в скансенах чи музеях просто неба. Стародавні зразки підлягають обов'язковому опису, замалюванню, фотографуванню тощо. Кількість вже існуючих музеїв дерев'яної архітектури для їх рятування — недостатня.

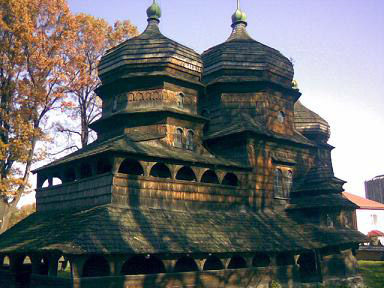
Україна, Дрогобич, церква Св. Юра. XVI століття
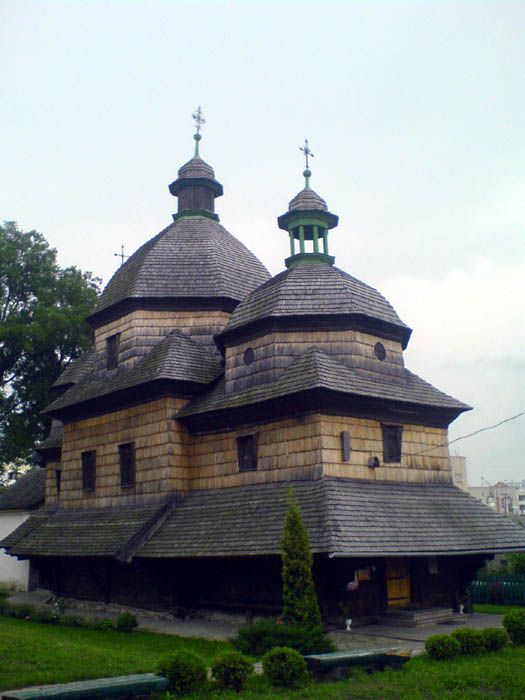
Ц-ва Св. Трійці. м. Жовква.
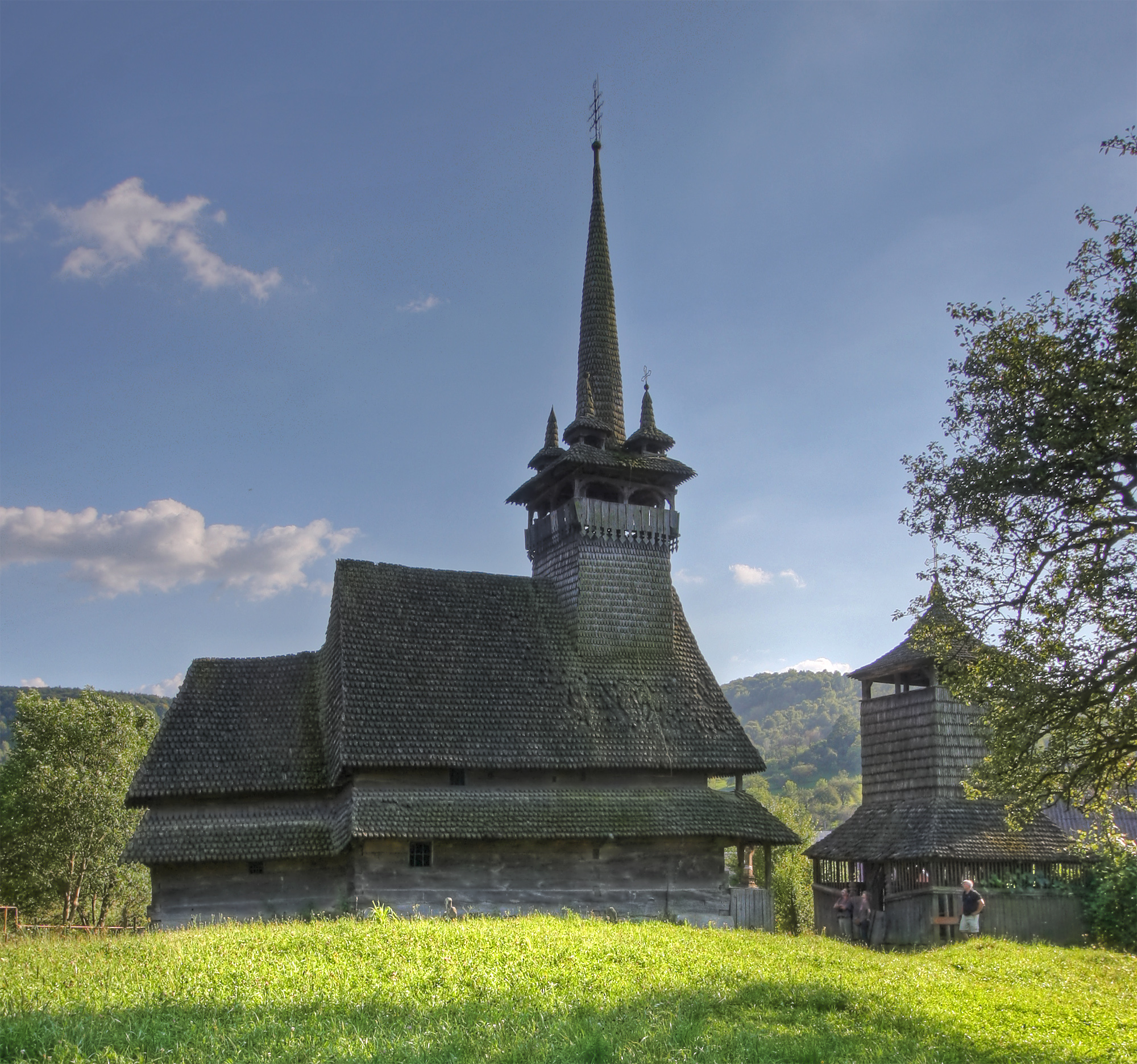
Церква св. Параскеви,с.Олександрівка, Закарпатська обл.
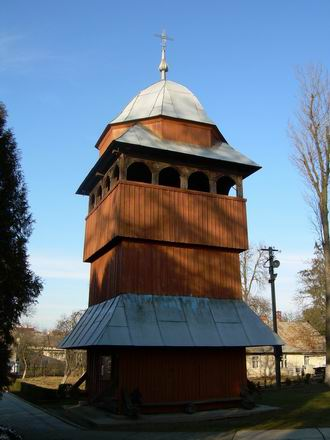
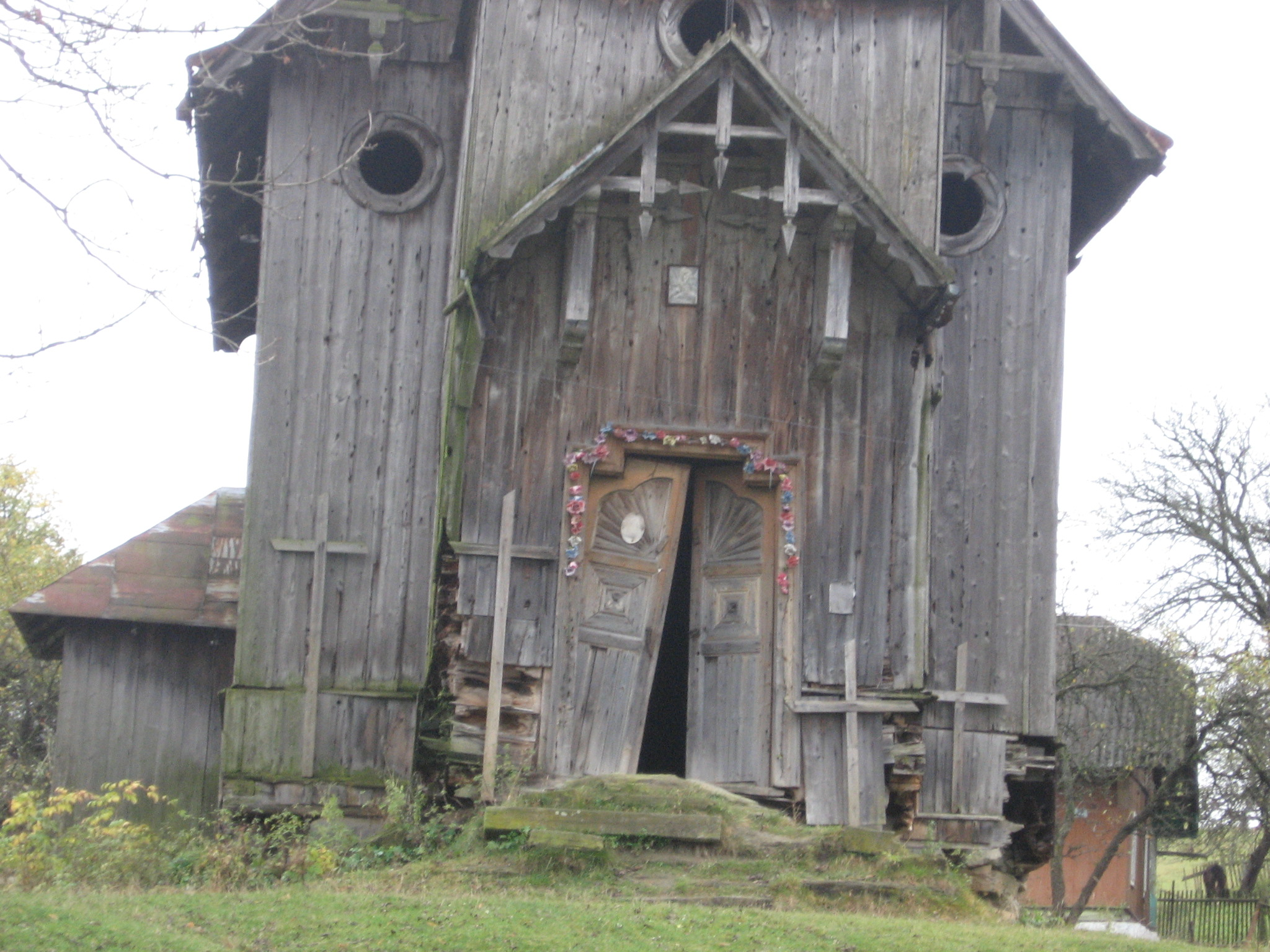
с. Розлуч, портал костелу Св. Франциска Борджія (Львівська обл. Турківський р-н ).
с.Язлівчик. Римо-католицька каплиця, доба сецесії, 1936 р.
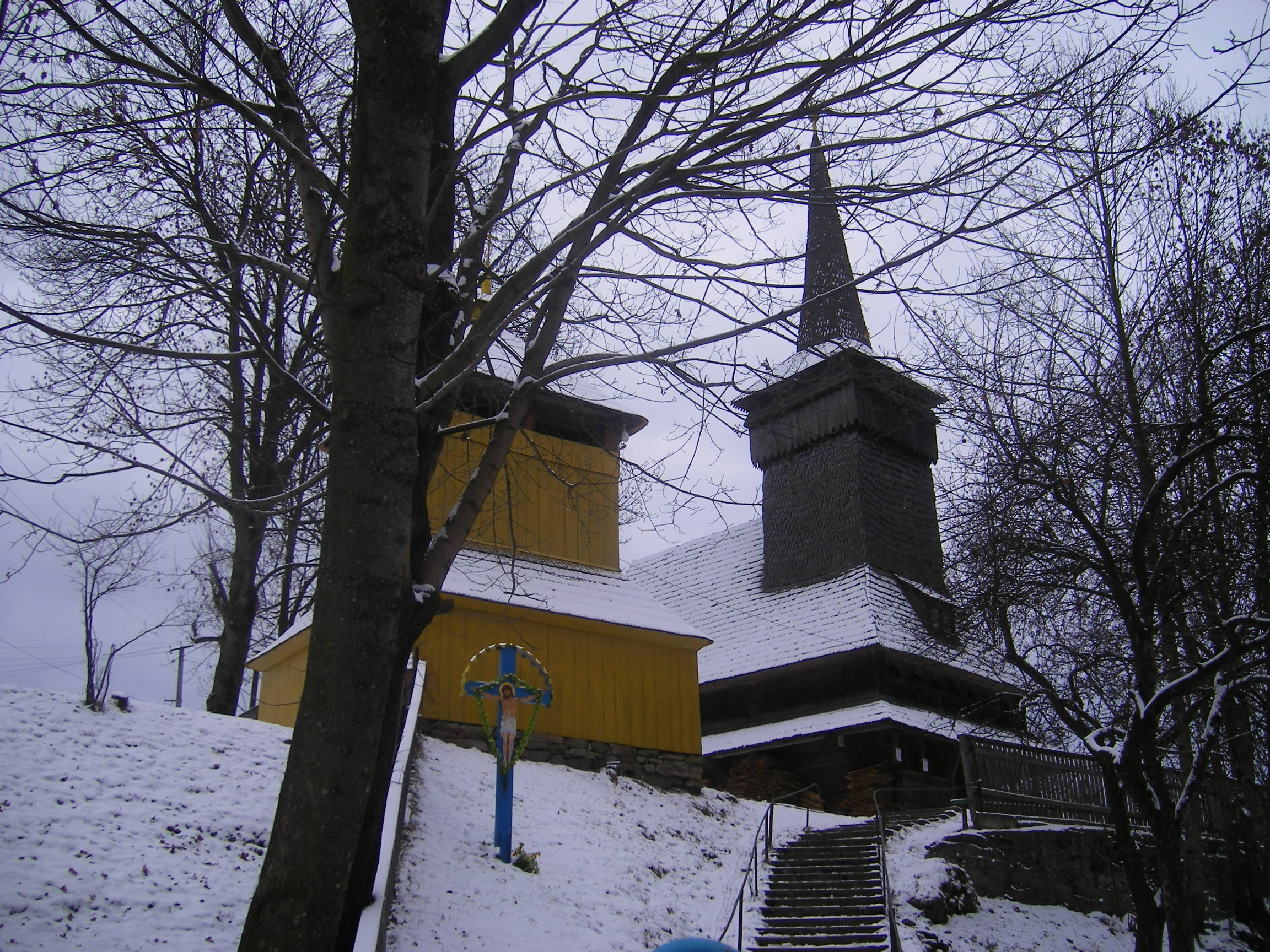
Церква Св. Архангела Михайла, XVIII ст., 1818 р.с. Негровець, Закарпатська обл.
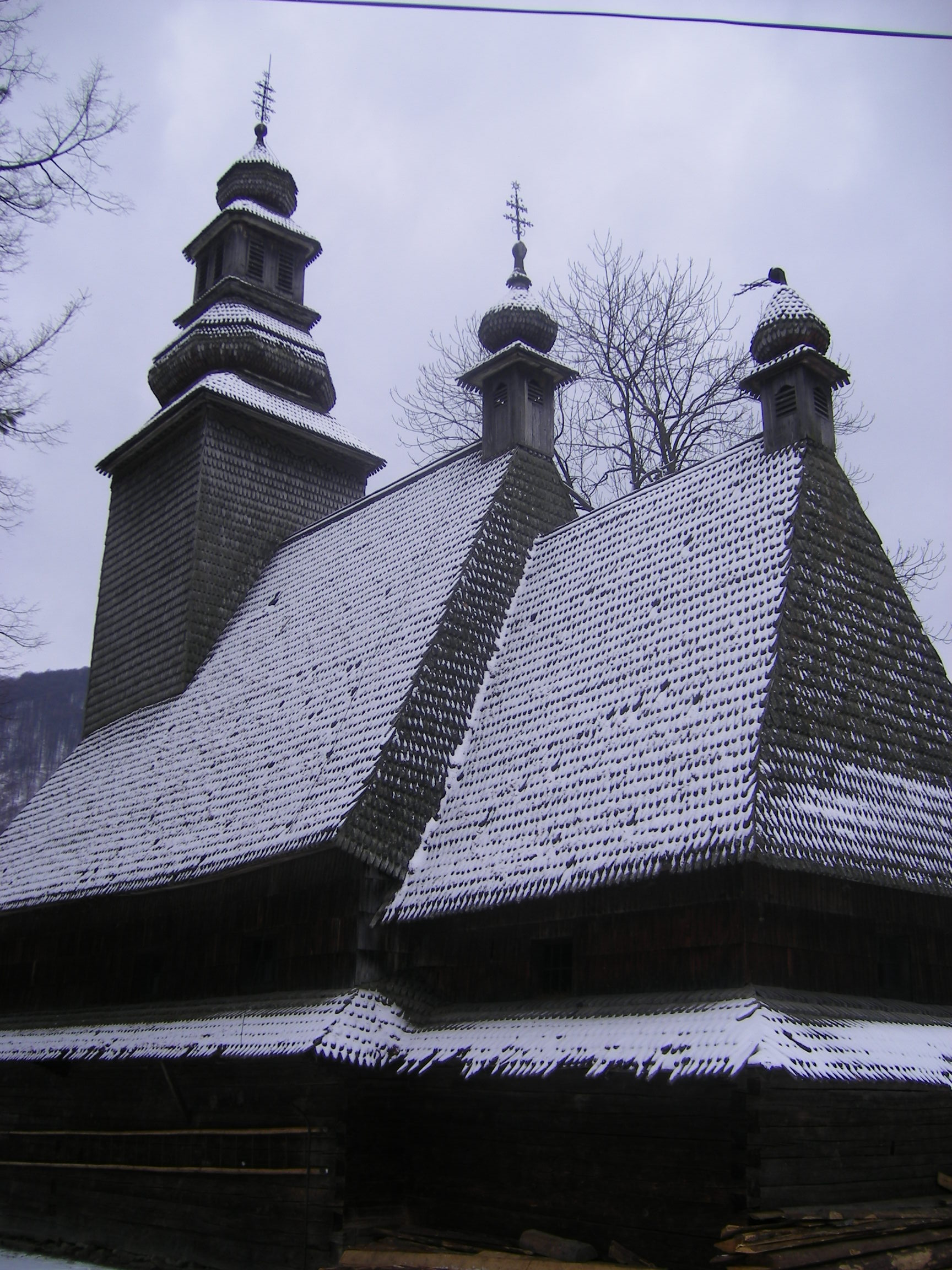
Церква Св.Духа,1795 р., с. Колочава, Закарпатська обл.

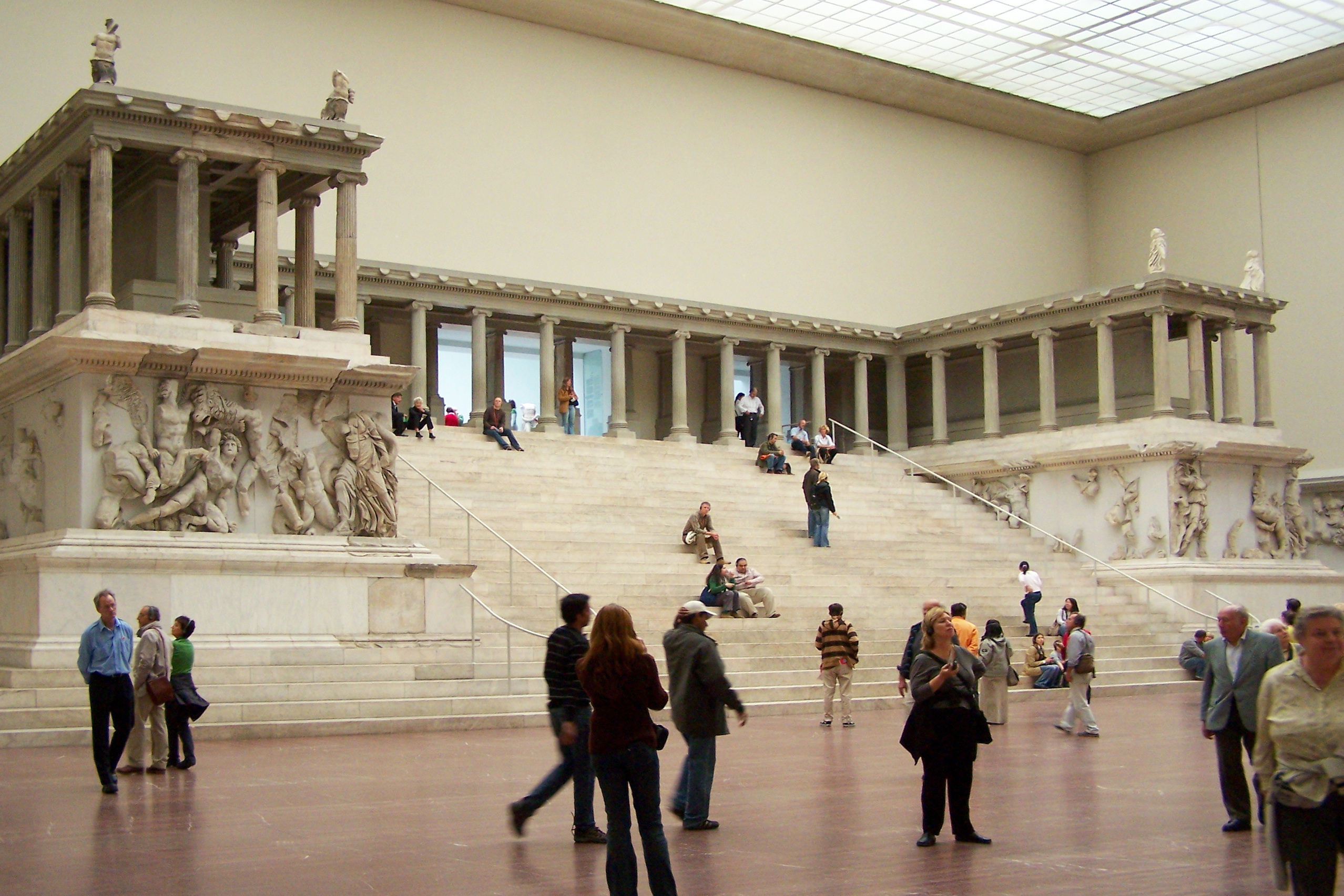
Пергамський вівтар, повномасштабне відтворення пам'ятки, Берлін.

Біля звільнених від землі залишків античного міста Херсонес у Криму мешканці міста побудували заводик по перепаленню мармурових і вапнякових брил на вапно. Це було дешевше, ніж везти вапно для будівництва з інших місць. Вапняковим печам заводу ми зараз «завдячуєм» монотонному вигладу споруд Херсонесу, що збіднів у порівнянні з античними залишками міст в Африці, Сирії, Греції. Розкопки в Херсонесі роками були джерелом пограбувань і вивозу античних надгробків, капітелей середньовічних храмів, кошьовних археологічних знахідок. Серед вивезеного в Імператорський музей
- античне скло (Ермітаж)
- античні скульптури
- теракоти
- пам'ятки епіграфіки (Присяга громадян Херсонесу)
- золоті вироби
- мозаїку з підлоги «Уваровської базиліки». І цей перелік не повний.

Роками перепалювали античні залишки в Туреччині, серед яких були і залишки храмів і барельєфів Пергаму (Пергамський вівтар). У середині 19 століття інженер Карл Хуман прибув на будівництво залізниці від турецького міста Пергам до узбережжя. У місті побачив, як місцевий люд розбирав мармурові стіни і скульптури вівтаря античного міста, перевозячи до печі для виробництва вапна. Європейські освічений Хуман придбав кілька знайдених барельєфів і переслав їх в Управління берлінських музеїв. Водночас поклопотався, щоби турецький уряд заборонив переробку мармурових залишків з міста на вапно. На археологічний об'єкт прибула німецька експедиція, що вісім років досліджувала пам'ятку з правом вивозу мистецьких знахідок. Спеціально збудований Пергамський музей було відкрито у 1930 році.

## Розмаїття пам'яток архітектури

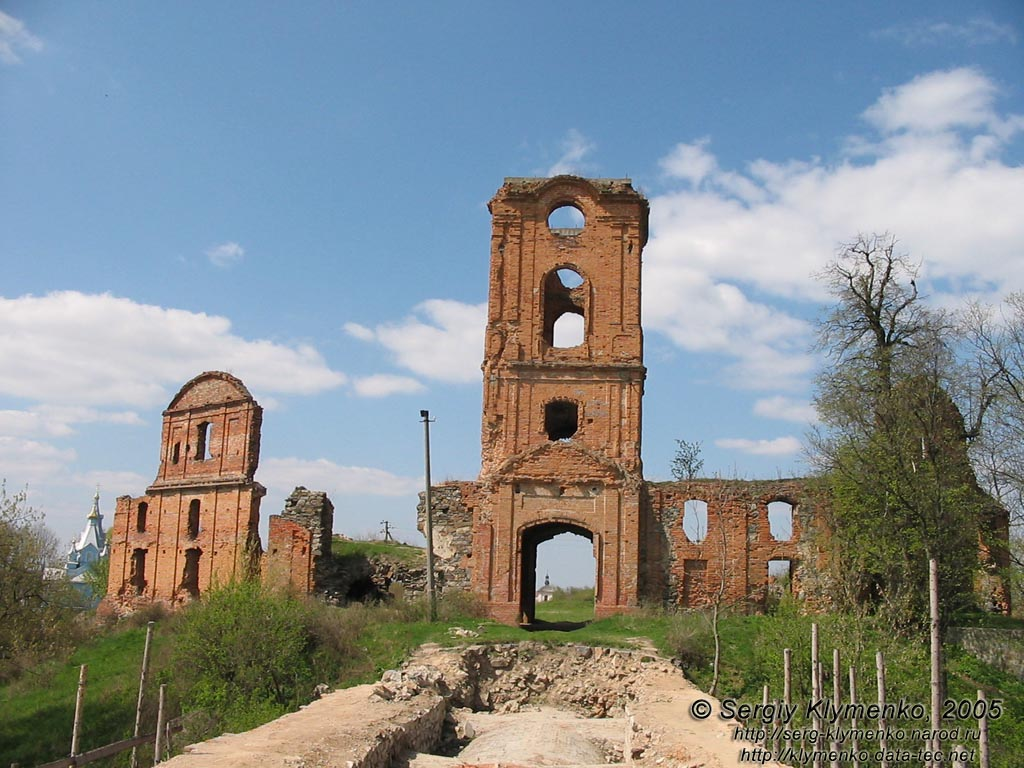
Корецький замок

Розвиток історії, мистецтвознавства, народоведення значно розширив коло пам'яток архітектури, куди у XX столітті включені
- окремі споруди (храм, амфітеатр, цирк, собор, каплиця, палац, селянське житло, фортеця, замок)
- археологічні залишки міст (Пальміра, Персеполь, Мачу-Пікчу, Теотіуакан, античні міста Північного Причорномор'я, римські міста Північної Африки тощо)
- храмовий комплекс і монастир (Олімпія, Баміан, Афон, Клюні, Мон Сен Мішель, Метеора)
- Ренесансні замки Франції в долині річки Луари
- зразки промислової архітектури (металургійні печі, виноробні, мануфактури, друкарні, порти, корабельні)
- сільськогосподарські комплекси
- садиби чи вілли (Ланте, вілла Джулія , вілла Альдобрандіні, Палац Мезон-Лафіт, садиби Підгірці і Вишеньки в Україні)
- палацово-паркові ансамблі (Вілянівський палац , Хет Лоо, Архангельське, Кусково, Самчики , Ярополець Чернишових, Хмеліта)
- центри історичних міст (Пекін, Хіва, Самарканд, Венеція, Сієна, Флоренція)
- площі або окремі вулиці (площа Конкорд, Париж, площа Див у місті Піза, Палацова площа, Петербург)
- унікальні зразки містобудування (розпланування Чернігова з незабудованим берегом, село Палєх, трипроменеве розпланування міста Версаль, плани міст Карлсруе, Петербург, Жовква)
- нероздільні ансамблі архітектурних споруд і історичних, природних ландшафтів.

Пам'яткою архітектури визнають також
- наземні споруди
- підземні об'єкти (катакомби у Римі, печерне місто Деринкуйю)
- підводні (затоплені частини Александрії, Пірею, Херсонесу, Ольвії)

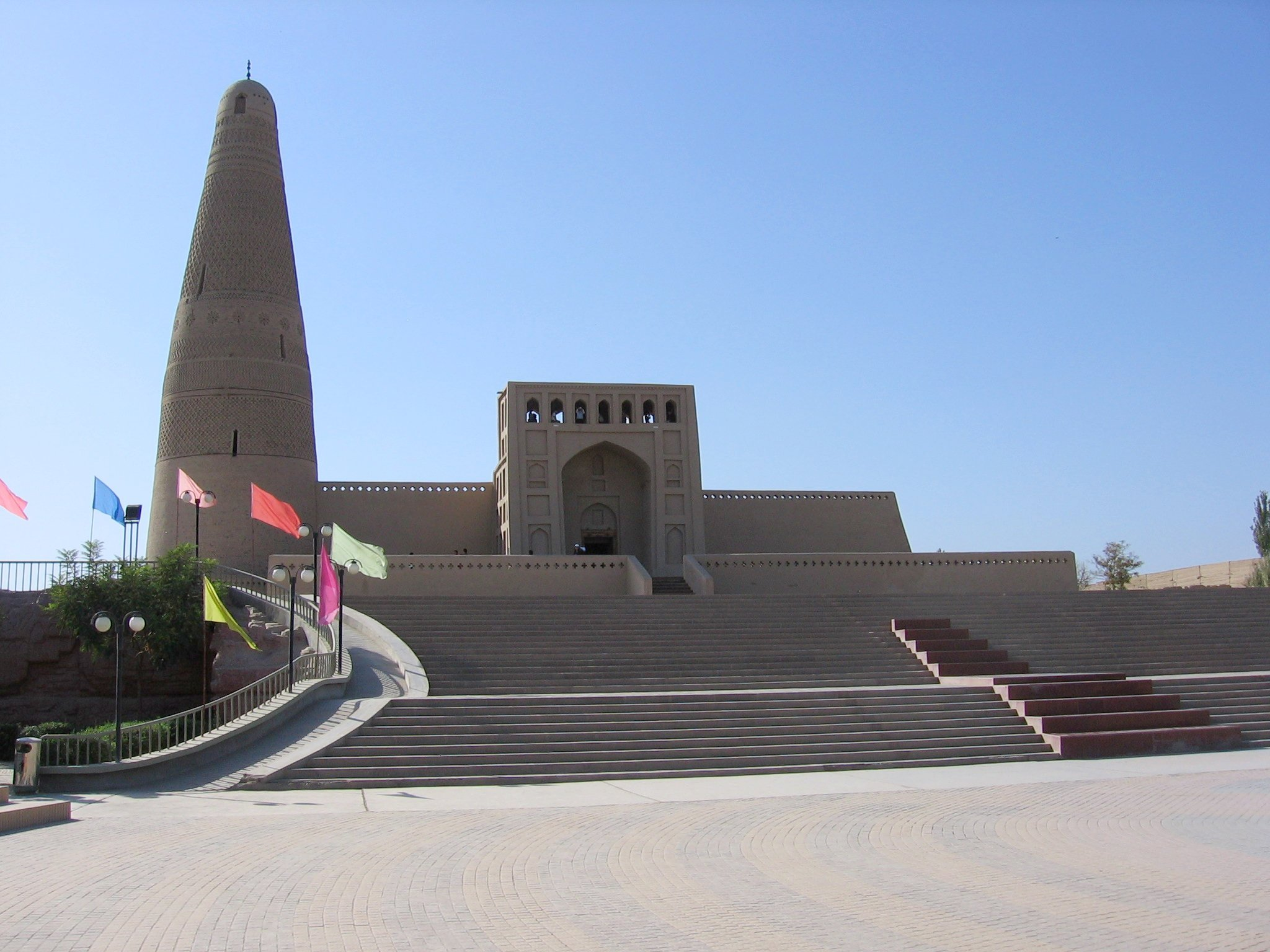
Мечеть, м. Турфан, Китай
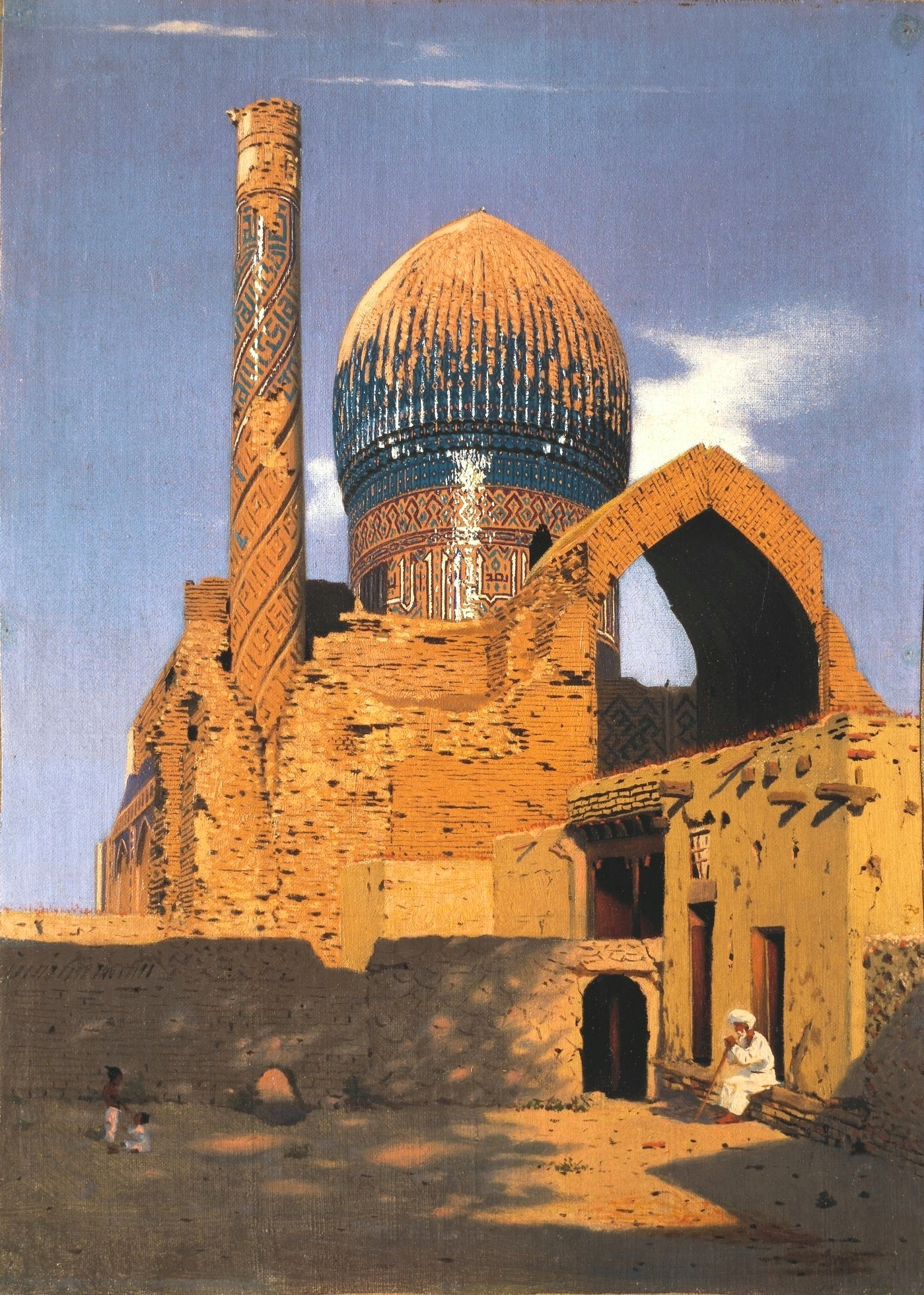
Гур-Емір, Самарканд, XIX ст.
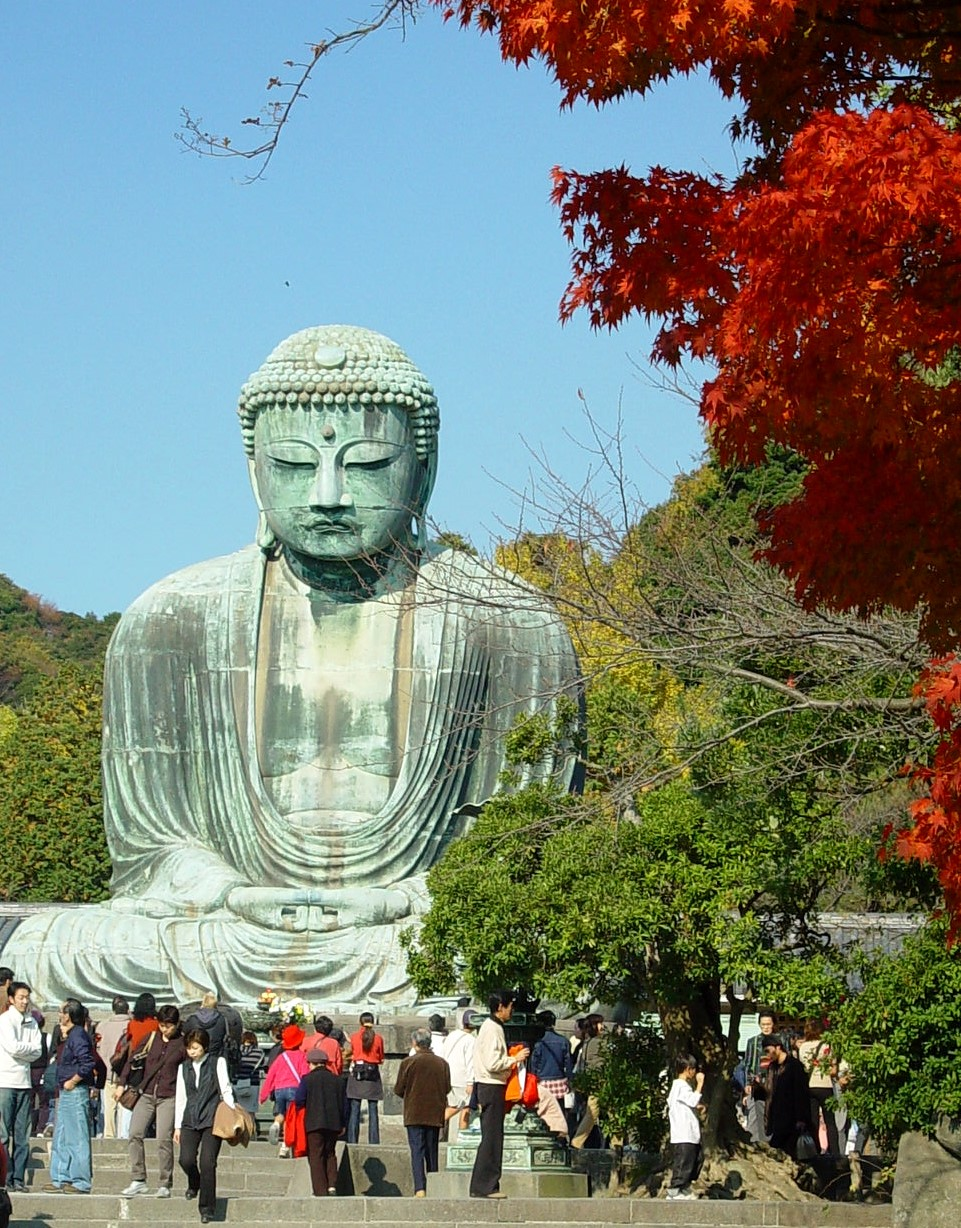
Будда в Камакура, префектура Канаґава, Японія
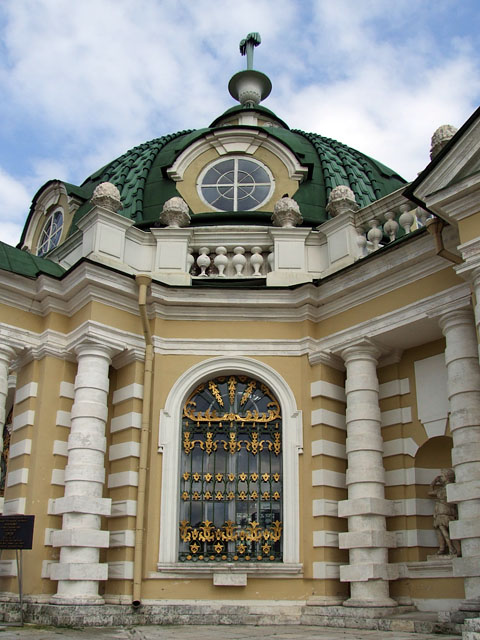
Садиба Кусково, Грот, XVIII ст.
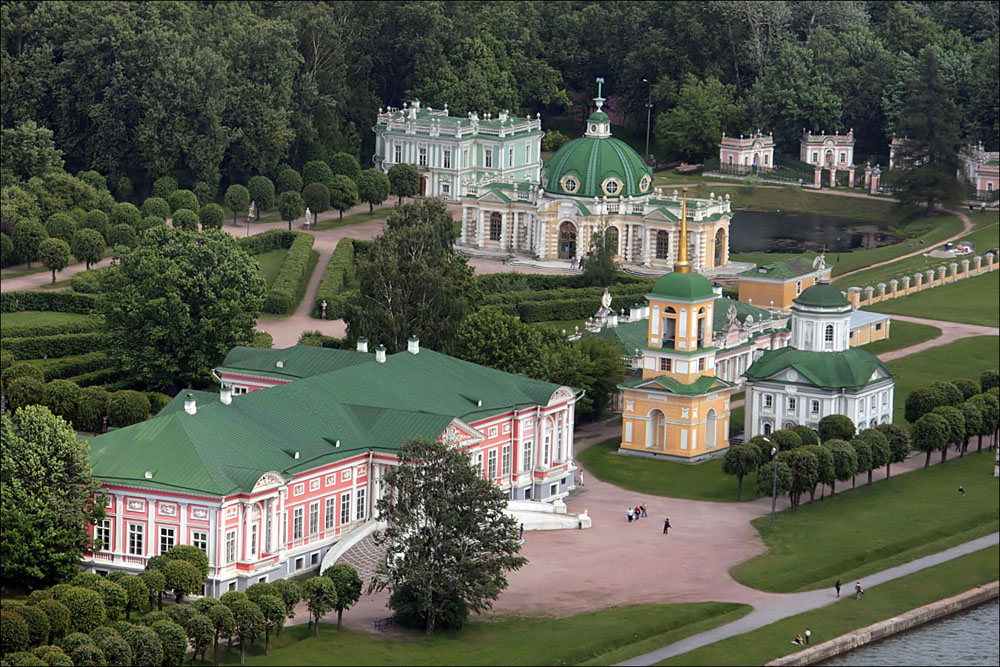
Садиба Кусково, палац і павільйони в парку.
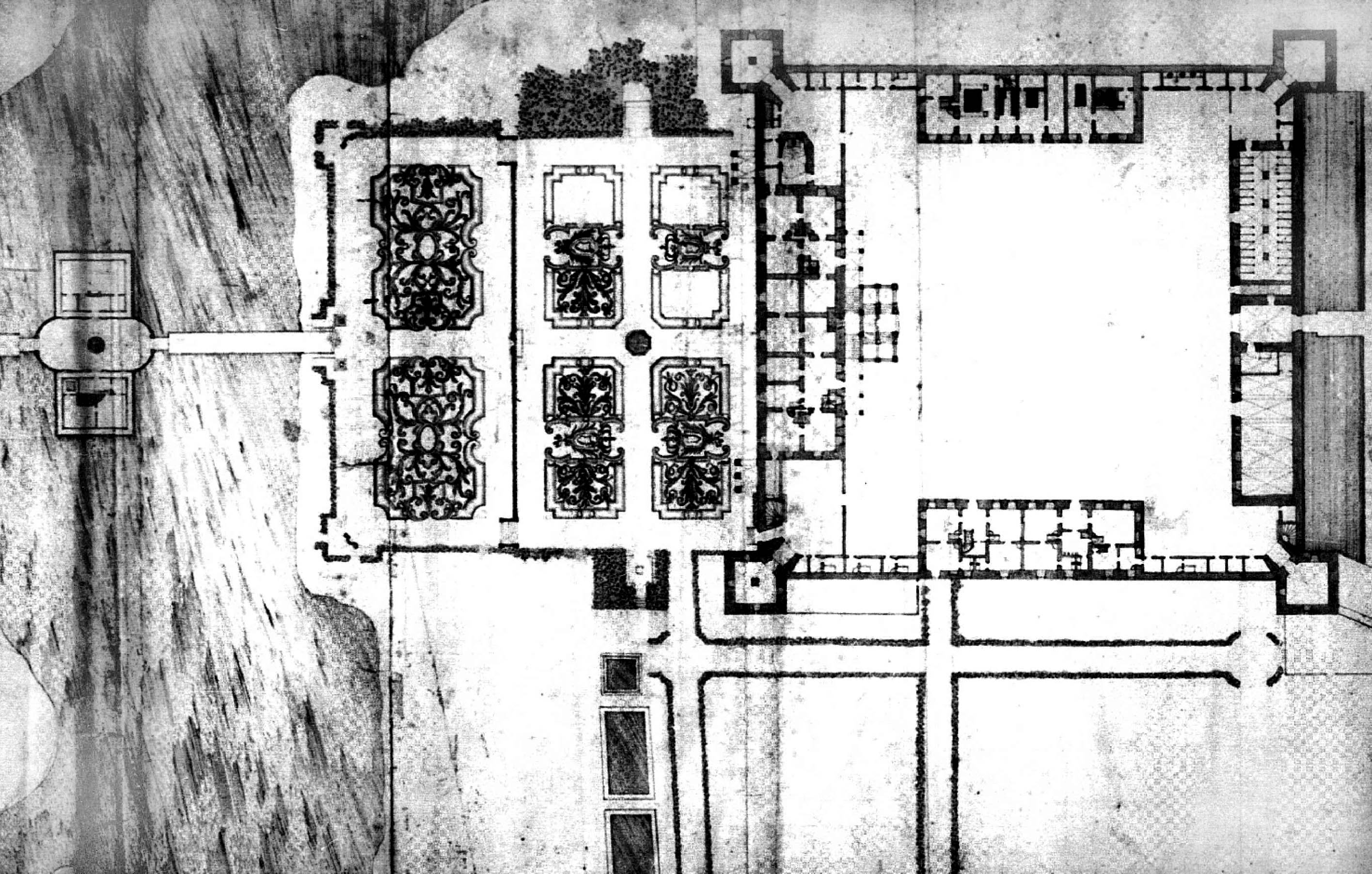
Замковий сад (Жовква), план.
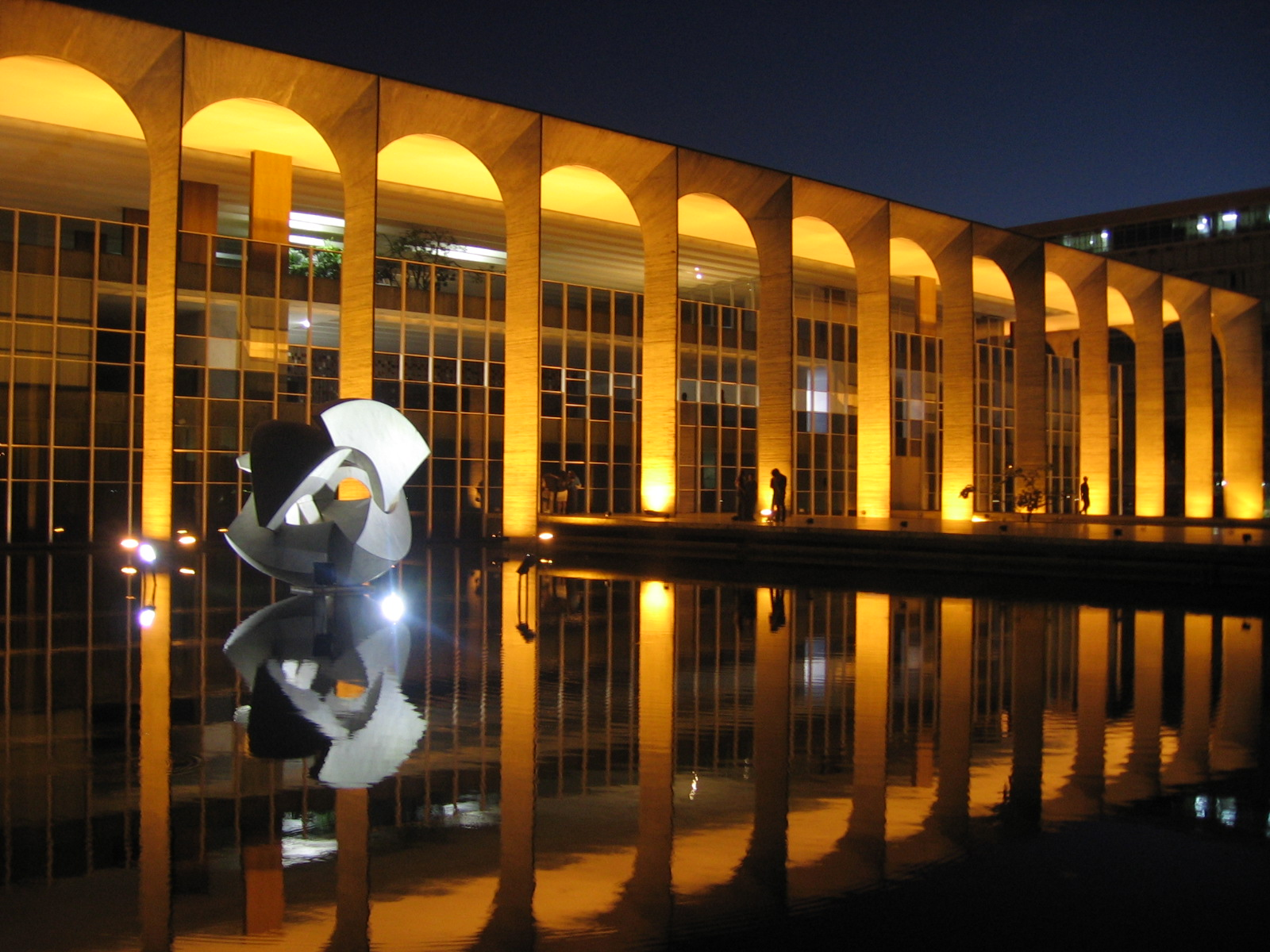
м. Бразиліа.
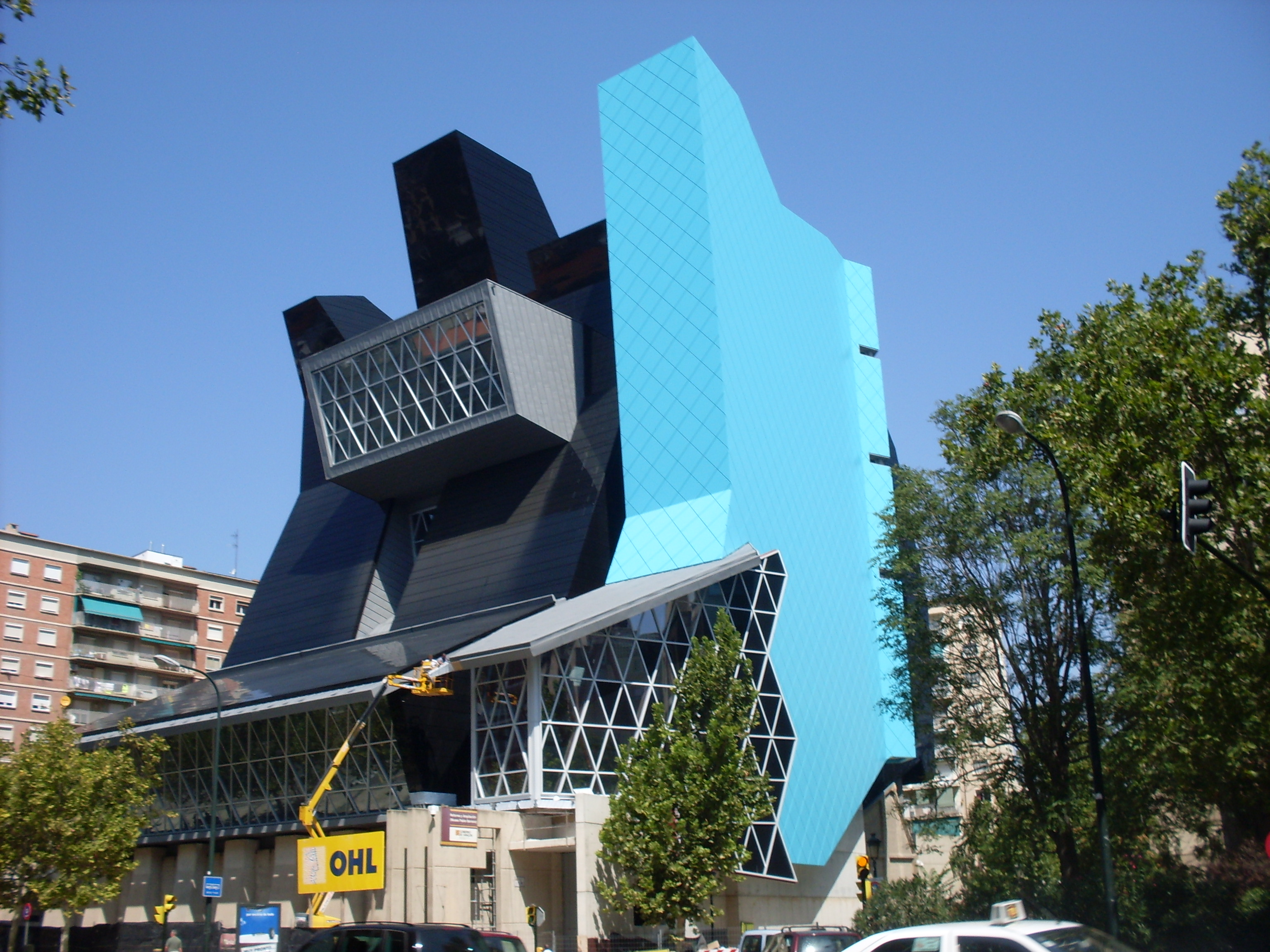
Музей Пабло Серрано, м. Сарагоса, Іспанія
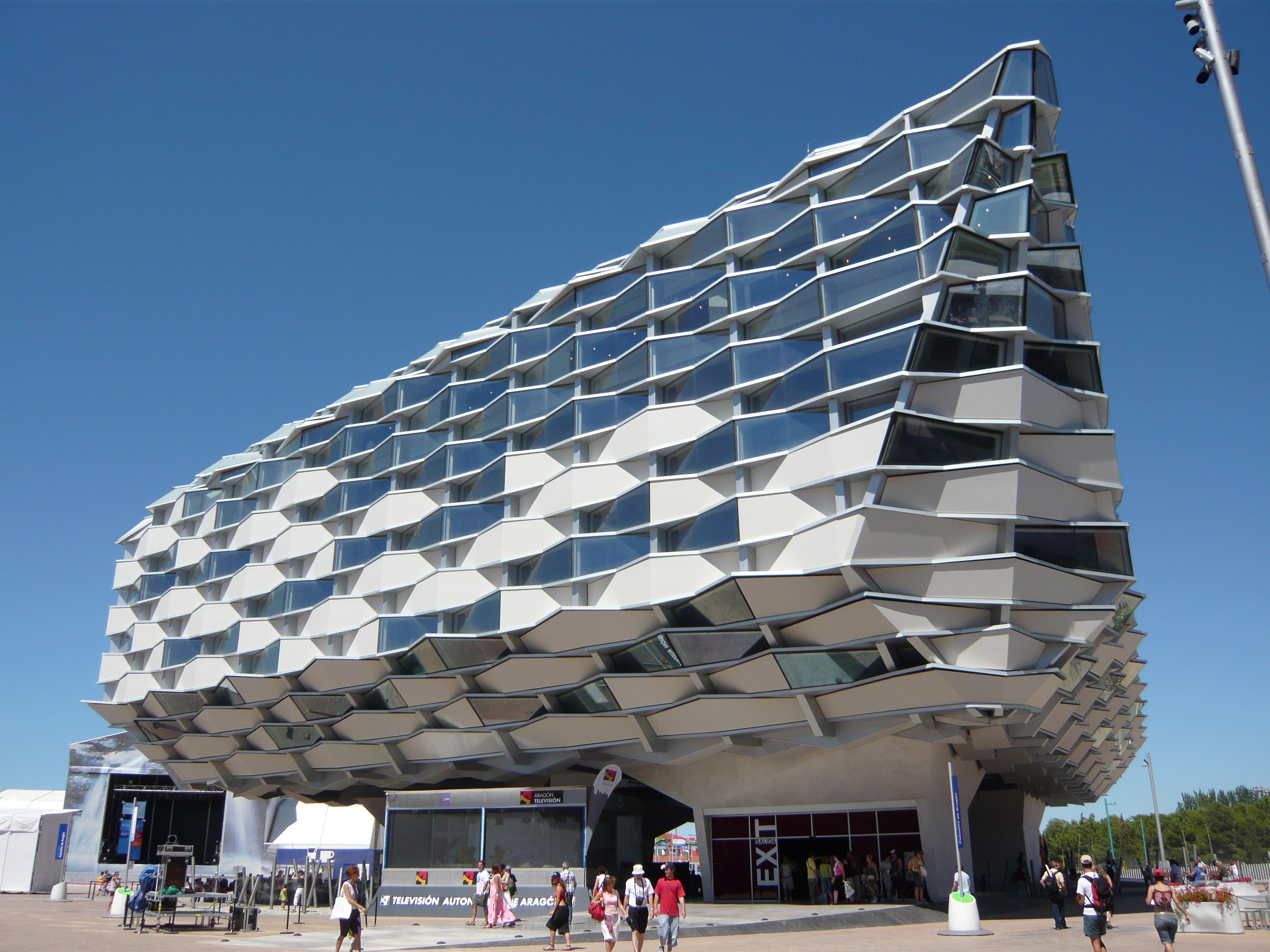
Виставковий павільйон Арагону, 2008р.м. Сарагоса, Іспанія

## Центри та провінції
У ході трагічних подій центри і провінції неодноразово мінялися. Столиця Кіото поступилася статусом місту Токіо, а Москва — Петербургу. Найгіршою була доля пам'яток однієї цивілізації, що опинилися на захоплених територіях іншої, ціннісні чи релігійні настанови яких не збігалися і спонукали до знищення матеріальних слідів переможеної сторони (християнізація арабської Іспанії, арабізація Персії, арабізація столиці Візантії Константинополя і перетворення християнських храмів на мечеті, знищення пам'яток історії і культури іспанцями в Центральній Америці, висадження в повітря буддійських пам'яток Баміана в Афганістані, руйнації мечетей росіянами в Криму після анексії Криму Російською імперією).
Греки з Македонії засновують Александрію, що матиме більше значення, ніж їх столична Пела, фінікійський Карфаген зруйнують вщент, аби перетворити згодом на римське місто, столичні у арабів Кордова і Альгамбра стали іспанськими провінційними містами.

### Вілла Джуліа в Монте, арх. Віньола (1550—1555)

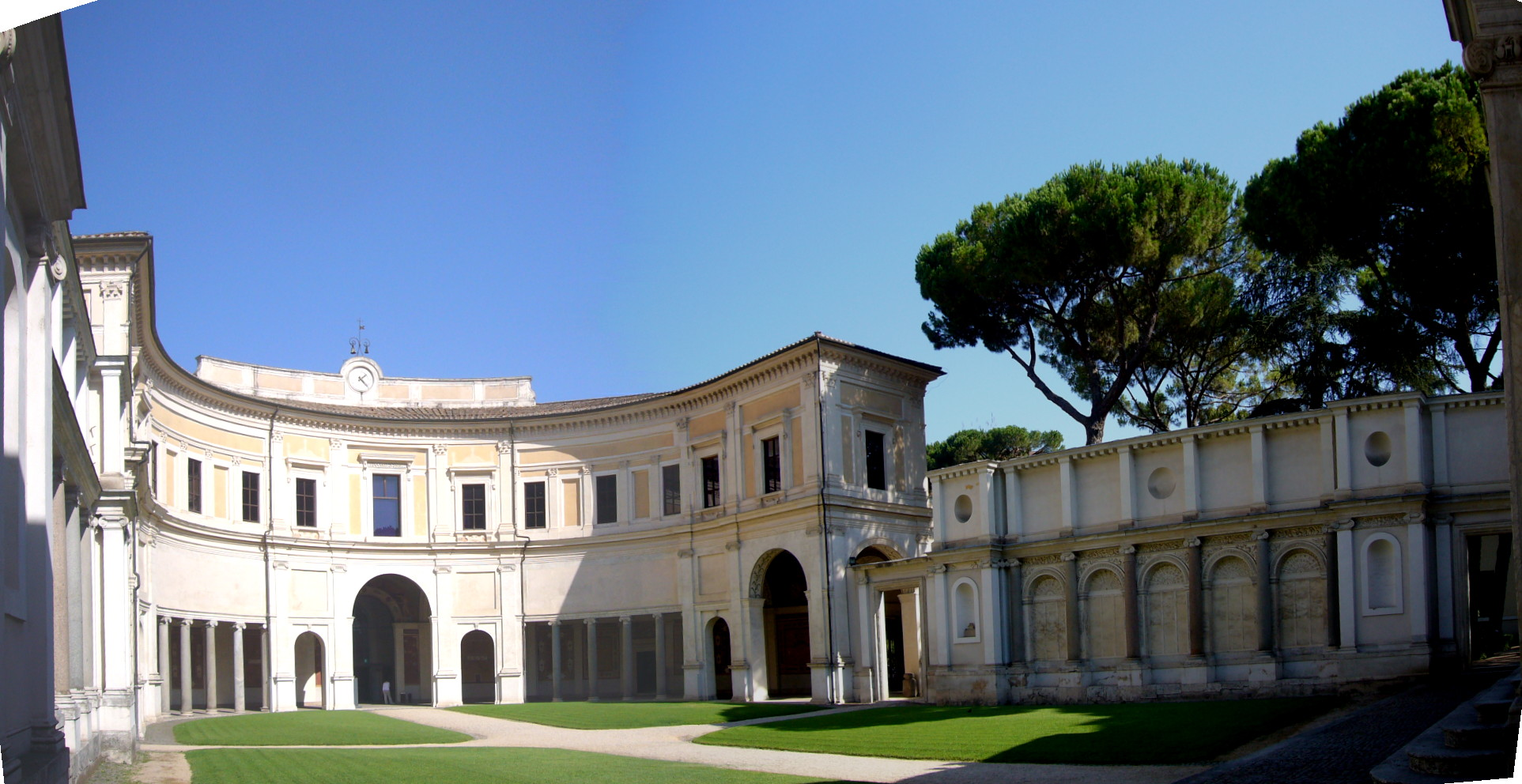
арх. Віньола. 1-й внутрішній двір вілли Джулія

Уславлений Віньола разом з архітектором Бартоломео Амманаті будують віллу для папи римського Юлія ІІІ (Джуліо по-італійськи, звідси і назва). Невеличка за розмірами, вілла вже справжній садово-парковий ансамбль нового типу. Побудова на єдиній осі, строга симетрія всіх частин, підкорення терас будівлям, має підкорення симетрії і партер (сад). Знайшли своє місце в ансамблі — напівкруглі сходинки, німфей, грот, фонтан, притаманні майбутнім садам бароко. Від попередньої доби відродження цей сад узяв невеликі розміри і відокремленість від навколишнього середовища (сад приховують кам'яні стіни-огорожа). Ансамбль перекидав місток традиції від проекту Донато Браманте у дворі Бельведер (знищений) до комплексів XVII–XVIII століть і далі, до XIX.
Віньола також дав зразок перебудови фортеці бастіонного типу на ренесансний палац нового типу з садом (замок-палац Капрарола поблизу Вітербо).

### Фундаменти Десятинної церкви (991—2013)

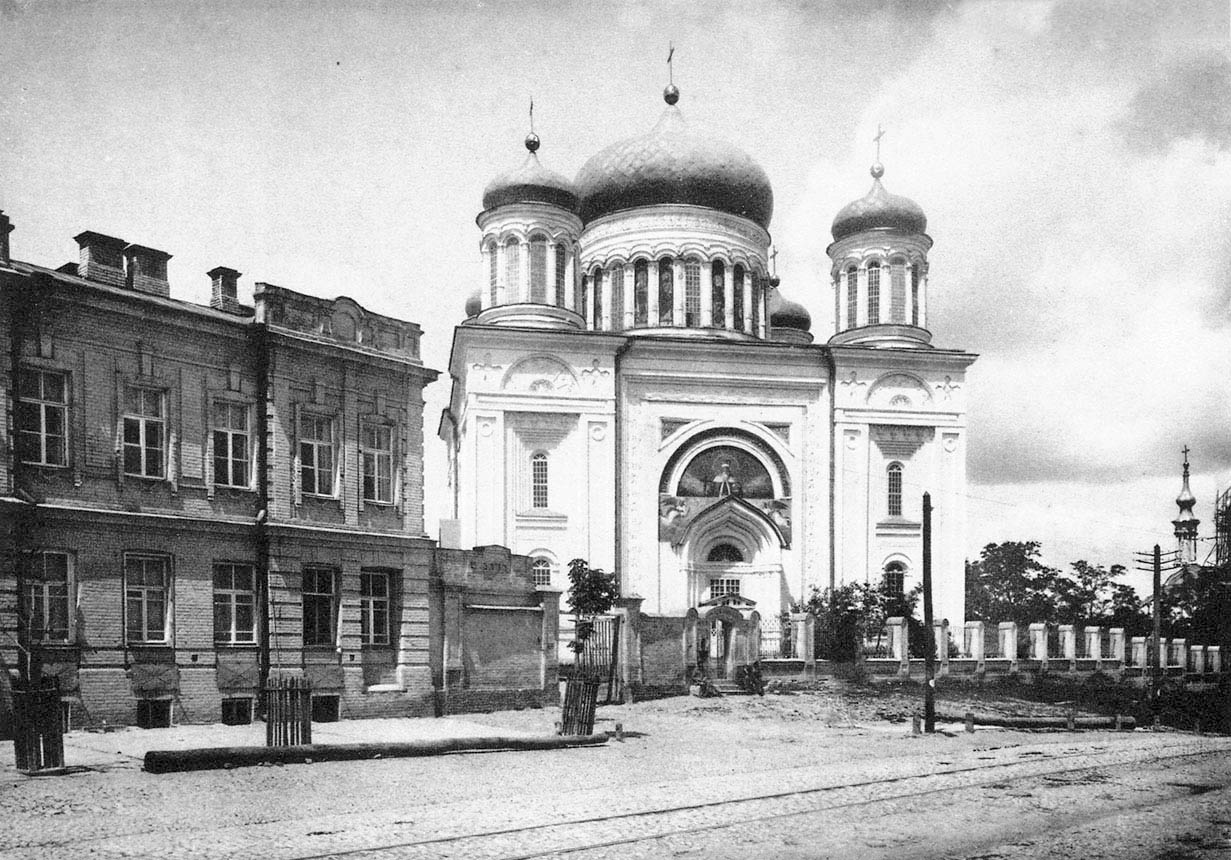
Десятинна церква у XIX ст

Київська Десятинна церква була створена у 996 році князем Влолодимиром Святославичем і на той час була першим кам'яним християнським храмом Київської Русі а також культурним і релігійним центром княжества. Цитата з літопису: «Се даю церкви сей святей Богородице от имения своего и от моих град десятую часть. И положи написав клятьву в церкви сей, рекъ: Аще сего посудитъ кто, да будетъ проклят…» — цими словами святой князь Володимир Святославич заклав основу економічного, а також духовного розвитку княжества. У ті часи жодне питання не вирішувалося осторонь благословееня Церкви. Десятинна церква поєднувала в собі і духовну і суспільну функції.
Десятинний храм був першим Кафедральним собором на Русі. Під час правління князя Ярослава Володимировича в нього було відібрано першість кафедрального київського собору та передано побудованій у 1039 році Церкві Святої Софії, на честь зв'язку, який був встановлений зі Святою Софією Царегородською. У 1240 році Десятинну церкву було зруйновано під час монгольського вторгнення.
Нині фундаменти Десятинної церкви є національною пам'яткою і пам'яткою археології міжнародного значення.

## Смоленська Одігітрія і Василь Блажений

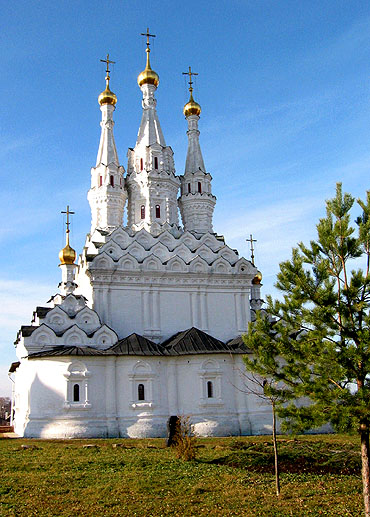
Церква Одигітрії, м. Вязьма, Смоленська обл.

Унікальні майстри працюють як у віддалених провінціях, так і в столицях. Дослідження церкви XVII ст. в монастирі Св. Івана Хрестителя здивувало навіть науковців. Церква Одигітрії, що несе три кам'яних шарта в одну лінію на спільному склепінні, піднесла сюрприз. І тому, що важко знайти подібну композицію(усі поруйновані, окрім російського Углича), і цеглою, і її кладкою. Була використана цегла шістнадцяти (16) різних розмірів і конфігураций в комбінації з тесаним білим каменем. Майстри зовсім відмовилися від кольорів, побіливши церкву. Грають лише її деталі і об'єми — на відміну від собору Василя Блаженого у Москві. Історик архітектури Барановський Петро Дмитрович і науковці вимушено визнали, що майстерність створення деталей і веж Одигітрії перевищила майстерність будівничих Василя Блаженого, хоча й стоїть у провінції.

## Садиба Рум'янцева— Вишеньки Чернігівська область

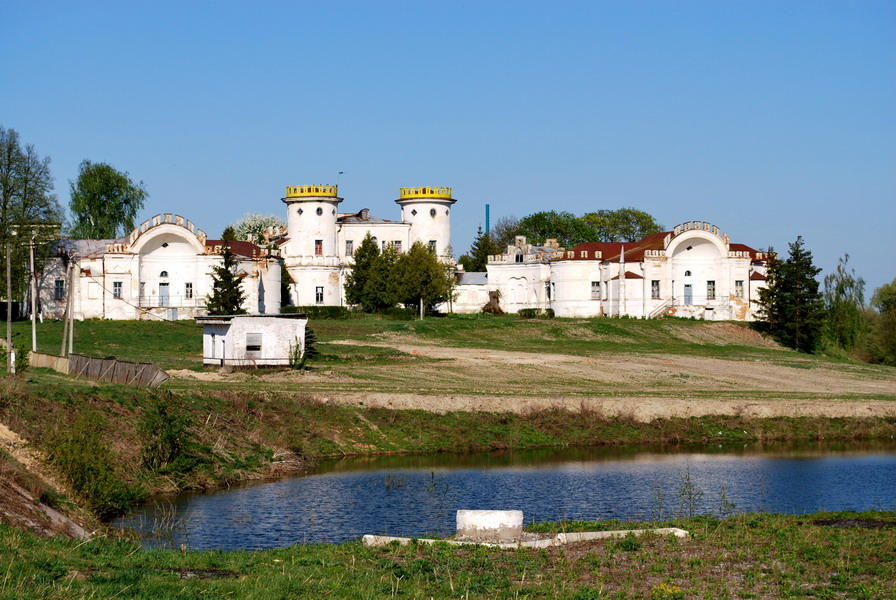
Садиба Вишеньки, загальний вигляд, 2009 рік

Занадто складний та чудернацький поземний план палацу у Вишеньках робить його винятком і шедевром. Встановити автора видатного творіння не вдалося, але й без того зрозуміло, що це високопрофесійний витвір креслень архітектора та архітектурної графіки взагалі. Багатьом дослідникам цей план нагадує літеру «Є» і спонукає думати, що це натяк на ім'я «Єкатерина». Палац виконаний в стилі псевдоготики, різновиду романтичної лінії класицизму. У стилі псевдоготики була вибудована і інша садиба Рум'янцева-Задунайського в селі Троїцьке-Кайнарджи. Садибу Вишеньки після закінчення будівництва відвідала імператриця Катерина ІІ під час своєї подорожі в Україну і Крим.
Садиба Вишеньки збереглась досі, станом на 2011 рік це — місцевий санаторій.

## Джерела

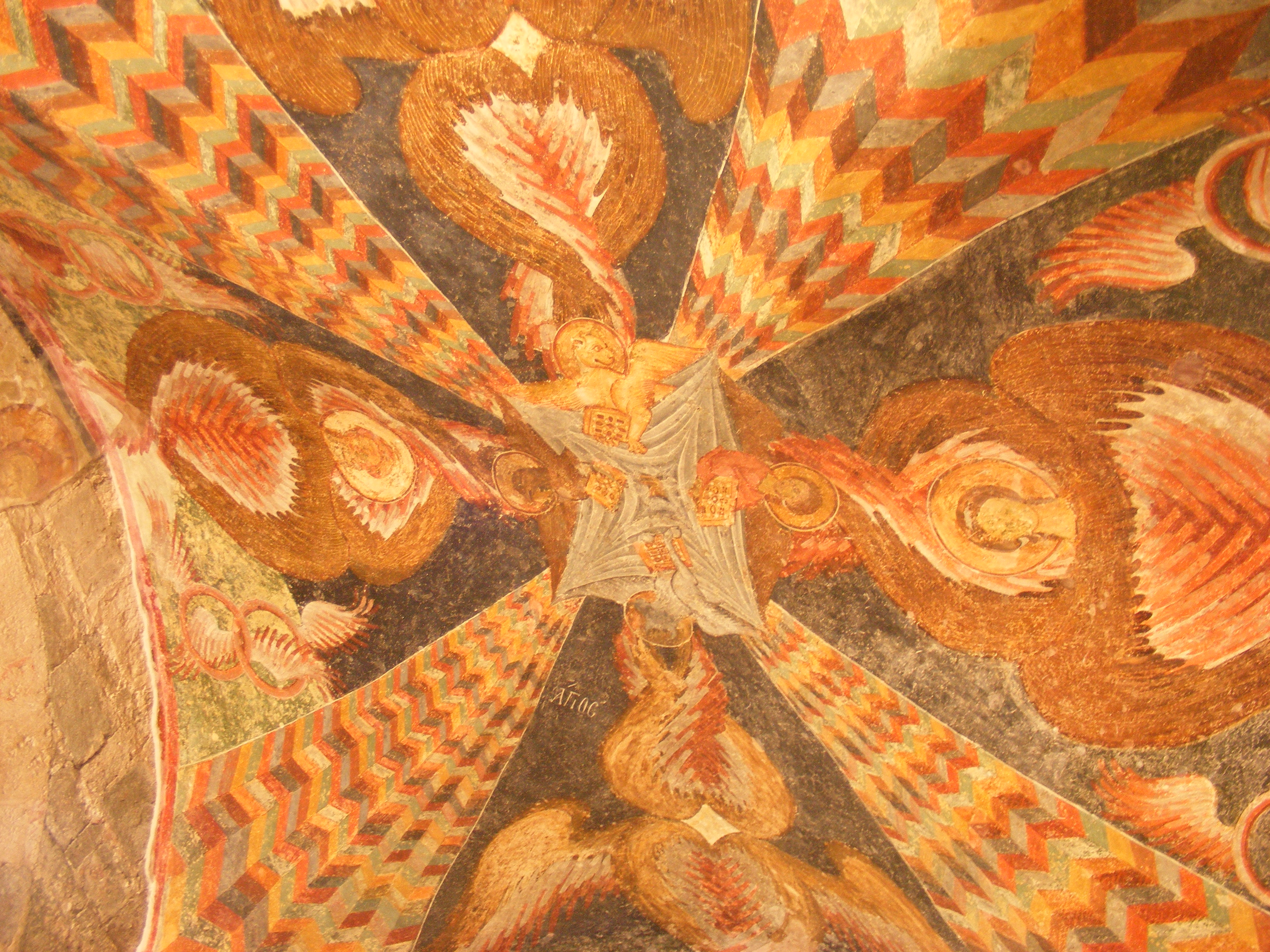
Залишки візантійського храму Св. Софії, м. Трабзун, фреска з символами чотирьох Євангелістів